# گورستان چهل دختران
قبرستان چهل دختران مربوط به دوره اشکانیان است و در شهرستان خاش، بخش ایرندگان، دهستان ایرندگان، ۱۰۰ متری غرب روستای اسلام‌آباد واقع شده و این اثر در تاریخ ۱۲ دی ۱۳۸۶ با شمارهٔ ثبت ۲۰۳۷۵ به‌عنوان یکی از آثار ملی ایران به ثبت رسیده است.